# Gusła (album)
Gusła – debiutancki album zespołu muzycznego Lao Che, wydany 14 stycznia 2002 przez wytwórnię S.P. Records. Materiał na płytę zarejestrowano pomiędzy październikiem 2000 a wrześniem 2001 w Słabym Studiu S.P. w Warszawie.
Zamiarem muzyków było stworzyć album koncepcyjny. Powstało 14 utworów, których zróżnicowanie stylistyczne pozwala je określić mianem crossoverowych. Warstwa tekstowa jest silnie intertekstualna – składają się na nią zarówno autorskie teksty wokalisty grupy – "Spiętego", jak i odwołania do licznych tekstów literatury polskiej różnych okresów – od średniowiecza do romantyzmu. Charakterystyczne jest tu użycie archaizmów, parafraz i zapożyczeń. W tekstach można znaleźć dokładne cytaty i nawiązania do twórczości m.in.:
- Konstantego I. Gałczyńskiego: Ballada o trzęsących się portkach,
- Adama Mickiewicza: Grażyna, Romantyczność i Dziady,
- Juliusza Słowackiego: Testament mój,
- Edwarda Stachury: wiersz Dokąd idziesz? Do słońca!,
- Bułata Okudżawy: Piosenka o nocnej Moskwie (w przekładzie Ziemowita Fedeckiego: Piosenka o Nadziei),
- Stefana Żeromskiego: Rozdzióbią nas kruki, wrony...,
- Henryka Sienkiewicza: Ogniem i mieczem.
- Bruno Schulza: Ulica krokodyli (zob. Sklepy cynamonowe)

Mroczną i tajemniczą estetykę albumu narzuca jego tytuł, odwołujący się do obrzędów i zabiegów magicznych, kojarzony w polskiej kulturze głównie z dramatem romantycznym Dziady Adama Mickiewicza.

## Lista utworów
1. Astrolog – 5:00
2. Kniaź - 4:31
3. Klucznik / Rozdziobią nas kruki i wrony / – 3:57
4. Wiedźma – 8:34
5. Junak – 1:40
6. Lelum Polelum – 8:19
7. Mars-Anioł Choroby – 4:08
8. Nałożnica – 7:25
9. Did Lirnik – 5:01
10. Topielce – 1:49
11. Komtur – 4:45
12. Jestem Słowianinem – 4:05
13. Wisielec – 5:21
14. Kat – 4:31

## Odbiór
W recenzji na łamach „Teraz Rocka” Grzegorz K. Kluska zwrócił uwagę na ilustracyjny charakter płyty (określił ją jako „muzyczny odpowiednik komiksu”), a także na udaną kreację „baśniowego nastroju”. Muzykę uznał za trudną do zaszufladkowania „mieszankę wielu różnych stylów i klimatów”. Płyta otrzymała 3 punkty w pięciostopniowej skali.
Recenzent portalu Nuta.pl przyznał Gusłom ocenę 5 w pięciostopniowej skali. Podkreślał synkretyczny charakter płyty, „brak stylistycznych barier” i zwracał uwagę na szczególny talent wykonawców do „odsyłania wyobraźni słuchacza w inną rzeczywistość”. „Słuchając płyty czujemy się, jakbyśmy oglądali film lub spektakl teatralny, (...) posługujemy się raczej wyobraźnią i obrazem niż słuchem”. Jednocześnie zauważył: „w gruncie rzeczy nie wiemy, czy zespół stworzył ten materiał na serio czy dla żartu”. Podsumowując uznał Gusła za płytę „bezwstydnie wręcz oryginalną”.